# Tallahassee (альбом)
Tallahassee  — седьмой студийный альбом американской инди-рок группы The Mountain Goats из Клермонта (Калифорния). Он был выпущен 5 ноября 2002 года на лейбле 4AD. Он стал вторым новым альбомом группы, выпущенным в 2002 году, и ознаменовал собой довольно много изменений. После выпуска пластинок (и кассет) на небольших лейблах, таких как Shrimper, Ajax и Emperor Jones, Tallahassee стал первым альбомом Mountain Goats, выпущенным на широко известном независимом лейбле, британском лейбле альтернативного рока 4AD. Он также стал первым альбомом Mountain Goats, на который был выпущен официальный сингл с песней «See America Right».

## Отзывы
| Оценки критиков   | Оценки критиков |
| Источник          | Оценка          |
| ----------------- | --------------- |
| AllMusic          | [ 1 ]           |
| The Guardian      | [ 2 ]           |
| Los Angeles Times | [ 3 ]           |
| Mojo              | [ 4 ]           |
| Now               | 4/5             |
| Pitchfork         | 6.7/10          |
| Rolling Stone     | [ 7 ]           |
| Spin              | 9/10            |
| Uncut             | [ 9 ]           |
| The Village Voice | A               |

Альбом получил положительные отзывы от музыкальных критиков. Критик AllMusic Хизер Фарес оценил альбом на 4,5 из 5 и отметил, что «На Tallahassee, дебютном альбоме The Mountain Goats на лейбле 4AD, Джон Дарниэль избавляет свою музыку от шипения магнитофона, которое окружало его предыдущие работы, словно защитное одеяло из статики, и выбирает чистый звук, который подчёркивает иногда жгучие, иногда возвышенно красивые слова и мелодии альбома — назовите это злостью и полировкой. И хотя не хватает той душевности, которая придавала его песням дополнительный, домашний шарм, она не вписалась бы в амбициозную историю, которую он собирается рассказать здесь: альбом вращается вокруг проблемных мужа и жены, которые переезжают в Таллахасси, чтобы убежать от себя и, в конце концов, напиться до смерти. Фолковый твинг Дарниэлла придаёт дополнительную достоверность и актуальность его рассказам о войне, мире, любви и ненависти, живущих под одной крышей. В конечном счёте, Tallahassee — это рассказ о том, насколько долговечна, к лучшему или худшему, любовь его пары; точно так же и сам альбом обладает большой долговечностью, становясь только лучше и богаче с каждым прослушиванием».
Хотя музыкальный интернет-журнал Pitchfork дал Tallahassee смешанную рецензию после выхода, заявив, что «очевидная фобия Дарниэля к полногрупповым аранжировкам не позволяет музыке идти в ногу с сюжетными линиями», позже он включил альбом под номером 176 в свой список 200 лучших альбомов 2000-х годов. Альбом также получил положительные отзывы от таких сайтов, как PopMatters и Dusted.
В январе 2025 года альбом включён в список лучших альбомов первой четверти XXI века (номер 108 в списке The 250 Greatest Albums of the 21st Century So Far).

## Список композиций
Слова и музыка всех песен — John Darnielle.
| №                   | Название                                 | Длительность |
| ------------------- | ---------------------------------------- | ------------ |
| 1.                  | «Tallahassee»                            | 4:43         |
| 2.                  | «First Few Desperate Hours»              | 3:03         |
| 3.                  | «Southwood Plantation Road»              | 2:45         |
| 4.                  | «Game Shows Touch Our Lives»             | 3:48         |
| 5.                  | «The House That Dripped Blood»           | 2:53         |
| 6.                  | «Idylls of the King»                     | 3:32         |
| 7.                  | «No Children»                            | 2:48         |
| 8.                  | «See America Right»                      | 1:52         |
| 9.                  | «Peacocks»                               | 3:43         |
| 10.                 | «International Small Arms Traffic Blues» | 2:50         |
| 11.                 | «Have to Explode»                        | 3:21         |
| 12.                 | «Old College Try»                        | 2:52         |
| 13.                 | «Oceanographer's Choice»                 | 4:08         |
| 14.                 | «Alpha Rats Nest»                        | 2:10         |
| Общая длительность: | Общая длительность:                      | 44:34        |